# بيتر ستيغ
بيتر ستيغ (بالألمانية: Peter Lustig)‏ (و. 1937 – 2016 م) هو مذيع، وممثل، وممثل تلفزيوني، وكاتب سيناريو، وكاتب، وممثل أفلام من ألمانيا . ولد في فروتسواف .

## مناصب وهيئات
أدار التلفزيون الألماني الثاني.

## جوائز
حصل على جوائز منها:
- صليب وسام الاستحقاق من جمهورية ألمانيا الاتحادية.

## روابط خارجية
- بيتر ستيغ على موقع IMDb (الإنجليزية)
- بيتر ستيغ على موقع مونزينجر (الألمانية)
- بيتر ستيغ على موقع ألو سيني (الفرنسية)
- بيتر ستيغ على موقع ميوزك برينز (الإنجليزية)
- بيتر ستيغ على موقع ديسكوغز (الإنجليزية)
- بيتر ستيغ على موقع قاعدة بيانات الفيلم (الإنجليزية)
- بيتر ستيغ على موقع كينوبويسك (الروسية)